# لقاح فيروسات غدانية

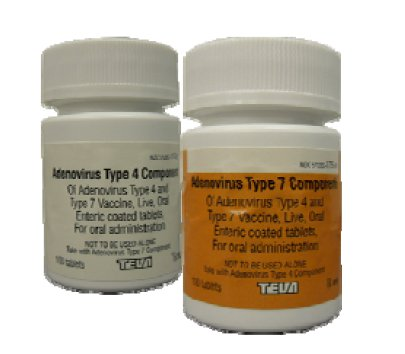
زجاجات اللقاح.

لقاح فيروسات غدانية (بالإنجليزية: Adenovirus vaccine)‏ هو لقاح ضد عدوى الفيروس الغدي.
تم استخدامه من قبل الجيش الأمريكي من عام 1971 حتى عام 1999، ثم توقف استخدامه عندما توقفت الشركة الوحيدة المصنعة له عن إنتاجه.يمنح اللقاح مناعة ضد الأنماط المصلية 4 و 7 للفيروس الغدي. في 16 مارس 2011، وافقت إدارة الغذاء والدواء الأمريكية على لقاح مضاد للفيروس الغدي من إنتاج شركة تيفا الصيدلانية بموجب عقد مع الجيش الأمريكي.وهو لقاح مماثل للقاح المستخدم من عام 1971 حتى عام 1999. ومنذ الرابع والعشرين من أكتوبر لعام 2011، شرعت القوات المسلحة الأمريكية في إعطاء اللقاح الجديد المضاد للفيروس الغدي إلى المجندين خلال التدريب الأساسي.
لا ينبغي الخلط بين هذا اللقاح وبين إستراتيجية استخدام الفيروس الغدي كحامل لتطوير لقاحات ضد مسببات الأمراض الأخرى، أو كحامل جين عام.

## التحصين اللافاعل
قديمًا ولسنوات عديدة ساد الاعتقاد بأن التحصين السلبي اللافاعل ضد الفيروس الغدي لا جدوى منه في أوساط المجندين العسكريين، لكن استراتيجيات التحصينات اللافاعلة الحديثة تفيد بأن عزل الخلايا التائية من المتبرعين بالخلايا الجذعية يعد علاجًا فعالًا للمصابين بالفيروس الغدي من الخاضعين لزراعة نخاع العظام غير المستجيبين للعلاج بمضادات الفيروسات.

## التحصين الفاعل
كان أول لقاح تم استخدامه ضد الفيروس الغدي ثنائيًّا يحمل مناعة ضد النمطين المصليين 4 و7 للفيروس، ويستخرج من خلايا كلية القرد، ويتم تعطيله بالفورمالين، ويعطى عن طريق الحقن.
عام 1960 تم اكتشاف اللقاح الحي المضاد للنمط 7 للفيروس الغدي، ووجد أنه ينتج مستويات مرتفعة من الأجسام المضادة للفيروس، وقد اكتشف العلماء أن الفيروس الغدي قد يصيب الجهاز الهضمي دون أن يتسبب في ظهور أعراض مرضية في البالغين؛ مما حدا بالعلماء إلى إعطائه في صورة أقراص معوية مغلفَة تنتج عدوى معوية غير مصحوبة بأعراض، وتمنح مناعة ضد الفيروس، وقد أثبت اللقاح فعاليته؛ إذ أفادت الأبحاث أنه أدى إلى انخفاض معدلات الإصابة بالالتهاب الرئوي الحاد بنسبة 50% بفعالية تصل إلى 82%.
ومنذ عام 1971 تم إنتاج لقاح مضاد للنمطين 4 و7 للفيروس الغدي في صورة أقراص معوية مغلفة تؤخذ عن طريق الفم؛ مما أدى إلى انخفاض معدلات الوفيات الناتجة عن الإصابة بالفيروس الغدي بصورة كبيرة.
بحلول عام 1995 توقفت الشركة المنتجة للقاح عن تصنيعه لينفد مخزونه عام 1999، مما أدى إلى تفشي الإصابة بالفيروس الغدي في أوساط المجندين بالجيش الأمريكي، وتم تسجيل أول وباء بالفيروس الغدي في إبريل ومايو عام 1995، ووجد أن النمط المصلي 4 هو السبب في إصابة المجندين غير المحصنين وإيداعهم بالمستشفيات بمعدل 11.6%.
عام 2001 تولت معامل بار -وهي جزء من شركة تيفا الدوائية- تصنيع اللقاح المضاد للفيروس الغدي؛ الأمر الذي أدى إلى انخفاض مهول في معدلات الإصابة بالفيروس في أوساط الجنود.

### التركيب
يتكون اللقاح من فيروسات غدانية حية ومواد لازمة لنمو وبقاء الفيروسات، بالإضافة إلى مواد صيدلانية أخرى، ويوجد في صورة زوج من الأقراص؛ أحدهما يمنح حصانة ضد النمط المصلي 4، والآخر يقي من النمط المصلي 7، وهي أقراص معوية تصل سليمة إلى الأمعاء لتقوم بإطلاق الفيروس الحي بها.

### الجرعة
يتم تناول قرصين من اللقاح عن طريق الفم، أحدهما مضاد للنمط المصل 4 والآخر خاص بالنمط المصلي 7، ويمكن أخذهما معًا، ويجب بلع الأقراص وتجنب مضغها. وقد يؤثر القيء والإسهال على فعالية اللقاح فيضعف من تأثيره.

### الثبات والتخزين
يحافظ اللقاح الحالي الذي تنتجه شركة تيفا على ثباته بين درجتي الحرارة 2-8° مئوية، وتمتد صلاحيته حتى 30 شهرًا.

### آلية العمل
يُفرز الفيروس في براز متلقي اللقاح لفترة تصل إلى ستة أسابيع بعد تعاطيه، ويستجيب الجسم بعد أسبوعين حتى ثلاثة أسابيع من تعاطي اللقاح بإنتاج الأجسام المضادة (أ-ج-م) بمستويات أقل من تلك الناتجة عن الإصابة الحقيقية بالفيروس.

### الفعالية
أدى تعاطي المجندين العسكريين بالجيش الأمريكي للقاح إلى رفع مقاومة أجسادهم لأمراض الجهاز التنفسي الناتجة عن الإصابة بالفيروس؛ إذ كشفت دراسات أجريت على 42000 جندي من عام 1963 حتى 1966 أن اللقاح قد أدى إلى انخفاض معدلات الإصابة بالالتهاب الرئوي الحاد بنسبة 50%، وانخفاض معدلات الإصابة بالفيروس الغدي بنسبة 90%.
وعند إمداد إحدى القواعد الجوية العسكرية باللقاح لمدة تسع سنوات؛ اختفت حالات الإصابة بالالتهاب الرئوي الحاد الناتج عن عدوى الفيروس الغدي، كما أثبتت الدراسات أن تعاطي اللقاحين المضادين للفيروسات الغدية ذات النمطين المصليين 4 و7 معًا لا يؤدي إلى تعارض أحدهما مع الآخر أو تراجع فعالية اللقاح. بينما لا توجد معلومات كافية حول مدة المناعة التي يمنحها اللقاح والفترة التي تتواجد فيها الأجسام المضادة بالجسم.

### دواعي الاستعمال
ينبغي تعاطي اللقاح من قبل الفئات شديدة العرضة للإصابة بالفيروس، وحتى الآن لم يوص باستخدامه سوى للجنود العسكريين، وربما توصي الدراسات الحالية أو المستقبلية بتعاطيه من قبل المدنيين.

### موانع الاستعمال والاحتياطات
لا ينبغي تعاطي اللقاح المضاد للفيروس الغدي من قبل الحوامل والمصابين بنقص المناعة ومن هم خارج نطاق العمر المستهدف من 17 إلى 50 عامًا ومن لا يستطيعون ابتلاع الأقراص كاملةً أو من لديهم حساسية من اللقاح.
كما ينبغي اتباع قواعد النظافة الشخصية من قبل الشخص المتعاطي للقاح وأفراد أسرته والمحيطين به؛ نظرًا لإفراز الفيروس في البراز لمدة ستة أسابيع بعد تعاطيه.

## التكنولوجيا الجزيئية
تمكنت التكنولوجيا الجزيئية المتطورة من إجراء تعديلات وراثية على لقاحات الفيروسات الغدية لتحمل جينات العديد من مسببات الأمراض الأخرى كفيروس الإنفلونزا أ وفيروس إيبولا وفيروس كورونا الشرق الأوسط وغيرها.